# Microclysia piersonae
Microclysia piersonae är en fjärilsart som beskrevs av Sperry 1954. Microclysia piersonae ingår i släktet Microclysia och familjen mätare. Inga underarter finns listade i Catalogue of Life.